# Ira Harris

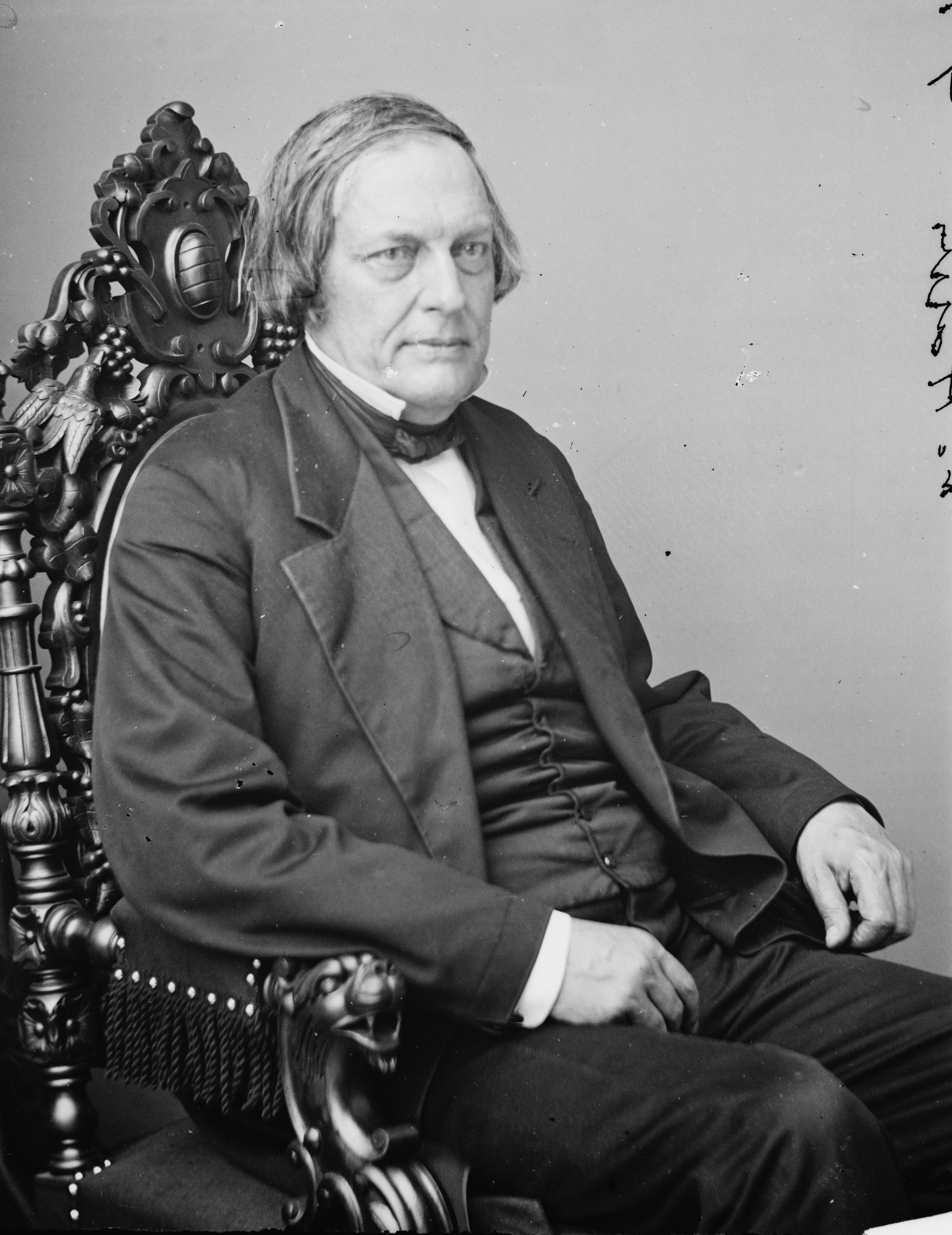
Ira Harris

Ira Harris, född 31 maj 1802 i Charleston, New York, död 2 december 1875 i Albany, New York, var en amerikansk republikansk politiker.
Han avlade 1824 sin grundexamen vid Union College i Schenectady. Han studerade sedan juridik i Albany och inledde 1828 sin karriär som advokat.
Han inledde sin politiska karriär i whigpartiet. Han var 1846 delegat till delstaten New Yorks konstitutionskonvent. Han var domare i New Yorks högsta domstol 1847-1859.
Harris var republikansk ledamot av USA:s senat från New York 1861-1867. Han efterträdde William H. Seward som blev USA:s utrikesminister. Både USA:s president Abraham Lincoln och utrikesminister Seward hörde till Ira Harris vänner. Harris dotter Clara Harris och blivande svärson Henry Rathbone var presidentparets gäster på Fordteatern när Lincoln mördades av John Wilkes Booth. Ira Harris var dessutom gift med Rathbones mor Pauline Rathbone i sitt andra äktenskap.
Harris och första hustrun Clarissas grav finns på Albany Rural Cemetery.